# Robert Schwarz Strauss

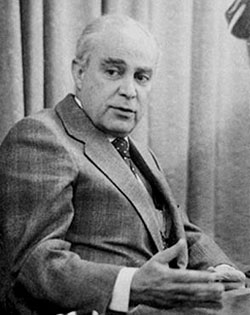
Robert Schwarz Strauss

Robert Schwarz Strauss (* 19. Oktober 1918 in Stamford, Jones County, Texas; † 19. März 2014 in Washington, D.C.) war ein US-amerikanischer Diplomat und Politiker der Demokratischen Partei, der als langjähriger Vorsitzender des Democratic National Committee die Wahlkämpfe von Jimmy Carter leitete und sowohl Handelsbeauftragter der Vereinigten Staaten als auch Botschafter in der Sowjetunion sowie in Russland war und 1981 die Presidential Medal of Freedom erhielt.

## Leben
Nach dem Schulbesuch studierte Strauss Rechtswissenschaft an der Law School der University of Texas in Austin und schloss dieses Studium 1941 ab. 1945 war er Mitbegründer der in Dallas ansässigen Anwaltskanzlei Akin, Gump, Strauss, Hauer & Feld und in den folgenden Jahren als Rechtsanwalt tätig. Darüber hinaus war er zeitweilig Mitarbeiter des Federal Bureau of Investigation (FBI).
Anfang der 1970er-Jahre begann er sich zunehmend politisch in der Demokratischen Partei zu engagieren und war zwischen 1972 und 1977 Vorsitzender des Democratic National Committee. In dieser Funktion organisierte er auch den erfolgreichen Wahlkampf der Demokraten bei der Präsidentschaftswahl 1976. Nach der Wahl berief ihn Präsident Jimmy Carter im März 1977 zum Handelsbeauftragten der USA; er behielt dieses Amt bis August 1979. In dieser Funktion war er maßgeblich an den Verhandlungen während der sogenannten Tokio-Runde zum Allgemeinen Zoll- und Handelsabkommen beteiligt, die letztlich 1979 zum Abschluss kamen und in den USA als Trade Agreements Act of 1979 verabschiedet wurden.
Bei der Präsidentschaftswahl 1980 war Strauss Wahlkampfmanager Carters, der allerdings eine empfindliche Wahlniederlage gegen seinen republikanischen Herausforderer Ronald Reagan erlitt und nur 49 der 538 Wahlmännerstimmen erhielt. Kurz vor dem Ende der Präsidentschaft verlieh ihm Carter am 16. Januar 1981 die Presidential Medal of Freedom. In den folgenden Jahren war er in der Privatwirtschaft tätig und Mitglied der Boards of Directors von Archer Daniels Midland sowie Xerox.
Im August 1991 wurde er als Nachfolger von Jack Matlock Botschafter in der Sowjetunion beziehungsweise von Dezember 1991 bis November 1992 in Russland. Während seiner dortigen Amtszeit bewirtete er am 2. März 1992 trotz bestehender Lebensmittelknappheit in Moskau den damaligen Präsidenten Russlands, Boris Jelzin, in seiner Residenz Spaso House mit selbstgemachten Nachos.
Zeitweise war er auch Vorsitzender des Amerikanisch-Russischen Unternehmensrates. Darüber hinaus engagierte er sich in zahlreichen weiteren Institutionen und Organisationen und war unter anderem Trustee des Center for Strategic and International Studies (CSIS) und George Bush Presidential Library. Außerdem war er sowohl Berater des Committee for a Responsible Federal Budget (CRFB) und der Washington Legal Foundation als auch Mitglied des Board of Directors des Cordell-Hull-Instituts und gehörte zu den White House Fellows. Außerdem war Strauss, der 2003 Mitglied der Academy of Achievement wurde, für den Council of American Ambassadors, den Council on Foreign Relations und die Trilaterale Kommission tätig.